# Швейцария на зимних Олимпийских играх 1972
Швейцария принимала участие в Зимних Олимпийских играх 1972 года в Саппоро (Япония) в одиннадцатый раз, и завоевала четыре золотых, три бронзовых и три серебряные медали. Сборная страны состояла из 52 спортсменов (46 мужчин, 6 женщин).

## Медалисты
| Медаль  | Спортсмен                                             | Вид спорта         | Дисциплина                 |
| ------- | ----------------------------------------------------- | ------------------ | -------------------------- |
| Золото  | Бернард Русси                                         | Горнолыжный спорт  | Мужчины, скоростной спуск  |
| Золото  | Мари-Терез Надиг                                      | Горнолыжный спорт  | Женщины, скоростной спуск  |
| Золото  | Мари-Терез Надиг                                      | Горнолыжный спорт  | Женщины, гигантский слалом |
| Золото  | Жан Вики Эди Хубахер Ханс Лойтенеггер Вернер Камихель | Бобслей            | Мужчины, четвёрки          |
| Серебро | Ролан Колломбен                                       | Горнолыжный спорт  | Мужчины, скоростной спуск  |
| Серебро | Эдмунд Бруггман                                       | Горнолыжный спорт  | Мужчины, гигантский слалом |
| Серебро | Вальтер Штайнер                                       | Прыжки с трамплина | Мужчины, обычный трамплин  |
| Бронза  | Вернер Маттле                                         | Горнолыжный спорт  | Мужчины, гигантский слалом |
| Бронза  | Альфред Келин Альберт Гигер Алоис Келин Эдуард Хаузер | Лыжные гонки       | Мужчины, эстафета 4×10 км  |
| Бронза  | Жан Вики Эди Хубахер                                  | Бобслей            | Мужчины, двойки            |